# アイアン・スカイ 第三帝国の逆襲
『アイアン・スカイ 第三帝国の逆襲』（アイアン・スカイ だいさんていこくのぎゃくしゅう、原題：Iron Sky: The Coming Race）は、2019年に公開されたフィンランド・ドイツ・ベルギー合作のSF映画。2012年公開の『アイアン・スカイ』の続編であり、前作に引き続きティモ・ヴオレンソラが監督を務めている。

## あらすじ
2018年、月面ナチスとの戦争及びその直後に勃発した核戦争によって地球文明は崩壊する。地球艦隊の攻撃を生き延びた月面の人々は地球の脱出者たちと共に月面基地で暮らし始める。核戦争から29年後の2047年、月面基地では基地の老朽化とヘリウム3基地の爆発事故によるエネルギーの枯渇により人類の生存が脅かされていた。人々が困窮する一方、月面基地ではスティーブ・ジョブズを崇拝するカルト教団「ジョブズ教」が公式宗教として勢力を拡大していた。レナーテ・リヒターとジェームズ・ワシントンの娘オビは唯一のエンジニアとして月面基地の未来と、病気に苦しむ母レナーテのことを危惧していた。
ある日、地球の旧ロシア地域から脱出してきたサーシャたちロシア人一行に紛れて、元月面ナチス総統コーツフライシュが月面基地に帰還する。オビはコーツフライシュから与えられた未知のエネルギー「ヴリル・ヤー」の力を借りてレナーテの身体を回復させる。コーツフライシュは自分の正体がレプタリアン・ヴリル族であり、人類を創造したのが自分であることを告げる。彼は地球の地下空洞都市アガルタにあるヴリル・ヤー「聖杯」を手に入れて月面基地を救うようにオビに助言し、彼女はサーシャと友人マルコム、話を盗み聞きしたジョブズ教の指導者ドナルドと教団幹部と共に地球に向かう。
アガルタにはヴリル族長でコーツフライシュの兄アドルフ・ヒトラーと人類史上の国家指導者たちが集っていた。彼らはコーツフライシュが創造した人類を駆逐して地球の支配権を取り戻そうとしていたが、核戦争によって地上での居住が不可能になったため、核戦争の原因を作ったアメリカ合衆国大統領を粛清する。一方、アガルタに到着したオビたちだったが、ドナルドたちはスティーブ・ジョブズに捕まり、マルコムもオビとサーシャを逃がすため囮となり捕まってしまう。ドナルドはコーツフライシュの居場所の情報と引き換えに教団信徒のアガルタでの居住権を求めるが、約束を反故にしたヒトラーたちに食い殺される。同じころ、オビとサーシャは聖杯を手に入れるが、エネルギーを失ったアガルタの太陽が崩落し、アガルタも崩壊する。オビとサーシャはジョブズを倒して脱出したマルコムと合流し、マーガレット・サッチャー、ローマ法王、ウサーマ・ビン・ラーディンの追撃を振り切り地球を脱出する。
オビたちは聖杯を手にして月面基地に帰還するが、レナーテを人質にしたコーツフライシュに聖杯を奪われそうになる。そこに宇宙船で彼女たちを追ってきたヒトラーが現れ、ペットのティラノサウルス・ブロンディと共に月面基地の人々を襲い始める。レナーテはオビに人々を連れて脱出するように促し、自身は聖杯の力で若返りヒトラーを倒すが、その直後にコーツフライシュに撃たれ重傷を負い、月面基地の崩壊に巻き込まれて死んでしまう。オビたちは宇宙船で脱出するが、ヒトラーの宇宙船を奪ったコーツフライシュの追撃を受ける。オビはサーシャのノキア3310を使ってコーツフライシュが所持していたドナルドのiPhoneをハッキングし、自爆アプリを起動させてコーツフライシュの宇宙船を爆沈させる。
月を脱出したオビたちは新たな居住地を求めて火星に向かうが、すでに火星にはソビエト連邦が築いた宇宙基地が存在していた。

## キャスト
※括弧内は日本語吹替
- オビ・ワシントン - ララ・ロッシ（英語版）（坂本真綾）
- サーシャ - ウラジミール・ブルラコフ（英語版）（峰晃弘）
- マルコム - キット・デイル（関口雄吾）
- レナーテ・リヒター - ユリア・ディーツェ（ドイツ語版）（小若和郁那）
- アメリカ合衆国大統領 - ステファニー・ポール（英語版）
- ドナルド - トム・グリーン（上別府仁資）
- ウォルフガング・コーツフライシュ、アドルフ・ヒトラー - ウド・キア（野島昭生）
- ゲイリー - ジョン・フランダース
- ヨハン - ジェームズ・クイン
- イディ・アミン - ムヤ・ルバンブ・ツィニオニカ
- マーク・ザッカーバーグ - アントニー・プレザント
- マーガレット・サッチャー - アマンダ・ウォルザック
- カリグラ - フランチェスコ・イタリアーノ
- ヨシフ・スターリン - デュタ・スカートラジェ
- ローマ法王 - ユッカ・ヒルデン（英語版）
- ウサーマ・ビン・ラーディン - アッバス・シラフカン
- ウラジーミル・プーチン - カリ・ケトネン（英語版）
- チンギス・カン - ホン・ピン・タン
- 毛沢東 - ヴァスコ・デ・ベケラエル
- 金正恩 - ロイド・ライ
- ウルホ・ケッコネン - テロ・カウコマー
- スティーブ・ジョブズ - ガエタン・ウェンダース

## 製作
2012年5月20日、『アイアン・スカイ』プロデューサーのテロ・カウコマーは続編と前日譚の企画を発表したが、詳細については明かされなかった。2013年5月に監督のティモ・ヴオレンソラは続編のタイトルが「Iron Sky The Coming Race」であることを公表した。また、製作費は1,500万ドルの予定で、インディーゴーゴーでクラウドファンディングを実施することを明かした。第67回カンヌ国際映画祭でプロモーションビデオが公開され、脚本の最終稿は2014年末に完成する予定となっていた。撮影は2015年開始予定となっており、2013年7月にクロアチアがロケ地候補の一つとして公表された。2014年2月にはダラン・マッソンが脚本家に起用された。また、フィンランド映画財団とメディアボード・ベルリン＝ブランデンブルクが1,300万ドルを製作費として提供した。11月5日にはエネルギア・プロダクションが12月20日までに50万ドルを集めるためにクラウドファンディング企画を立ち上げた。インディーゴーゴーでは期限を迎えた2015年1月5日時点で56万949ドルの資金調達に成功し、その他のクラウドファンディングを合わせて100万ドル以上の製作費を確保した。
2014年11月22日、トロマ・エンターテインメントのロイド・カウフマンがカメオ出演することが公表された。2015年9月18日、ヴオレンソラはベルギーのAEDスタジオで撮影が開始されることを公表した。撮影は10月19日から始まり、12月までに終了した。撮影中はセットの火事やキャストの負傷などのトラブルが発生した。

## 公開
当初、公開日は2017年8月の予定だった。その後、2018年2月14日に変更となり、さらに8月22日に延期され、そこから再び延期となり、最終的に2019年1月16日にヘルシンキでワールドプレミアが開催されることが発表された。

## 著作権訴訟
2017年夏、『アイアン・スカイ』のVFXスタッフがアイアン・スカイ・ユニバースとブラインド・スポット・ピクチャーズに対して著作権侵害の訴訟を起こした。彼らは前作でのVFX製作の貢献により、自分たちは映画の共同著作権者として扱われるべきであり、自分たちの許可を得ずにデザインを続編に使用することは著作権侵害に当たると主張している。2018年5月、フィンランド市場裁判所はVFXスタッフに対し、同国著作権法に基づく著作権は認められないと判決を下した。判決では日本の宇宙戦艦デザインに関してのみ作成したスタッフの著作権を認めたが、宇宙戦艦の著作権は合法的にブラインド・スポット・ピクチャーズに移譲されたとしている。この後、製作会社はVFXスタッフには映画自体や映画のためにデザインした素材に著作権を有しないこと、デザインした素材を使用する権利がないことを確認するため反訴したが、市場裁判所は製作会社の反訴を棄却している。